# Saint-Martin-la-Campagne
Saint-Martin-la-Campagne é uma comuna francesa na região administrativa da Normandia, no departamento de Eure. Estende-se por uma área de 3,56 km². Em 2010 a comuna tinha 101 habitantes (densidade: 28,4 hab./km²).